# Ванівська сільська рада
Ванівська сільська рада — колишній орган місцевого самоврядування у Сокальському районі Львівської області. Адміністративний центр ради — село Ванів.

## Загальні відомості
Водоймища на території, підпорядкованій даній раді: річка Солокія.

## Населені пункти
Сільській раді були підпорядковані населені пункти:
- с. Ванів
- с. Глухів
- с. Низи

## Склад ради
Рада складалася з 16 депутатів та голови.

### Керівний склад попередніх скликань
| ПІБ                    | Основні відомості                                      | Дата обрання | Дата звільнення |
| ---------------------- | ------------------------------------------------------ | ------------ | --------------- |
| Пагула Ганна Василівна | Сільський голова, 1960 р.н., освіта вища, позапартійна | 26.03.2006   | 31.10.2010      |
| Пагула Ганна Василівна | Сільський голова, 1960 р.н., освіта вища, позапартійна | 31.10.2010   |                 |

Примітка: таблиця складена за даними джерела